# Бражников, Юрий Тихонович
Ю́рий Ти́хонович Бра́жников (род. 1 января 1936, Западно-Сибирский край) — советский военачальник, командующий противовоздушной обороной Закавказского военного округа (1984—1985), первый заместитель командующего войсками ордена Ленина Московского округа ПВО (1985—1987), генерал-лейтенант.

## Биография
Родился 1 января 1936 года в селе Средне-Краюшкино Краюшкинского района Западно-Сибирского края (ныне — село Первомайское Первомайского района Алтайского края).
По окончании черниговской средней школы в 1953 году поступил в Сумское военно-техническое училище войск ПВО страны, которое окончил в сентябре 1956 года и был направлен в распоряжение командующего войсками Московского округа ПВО (МО ПВО).
В ноябре 1956 — ноябре 1959 года — командир огневого взвода, в ноябре 1959 — декабре 1961 года — командир взвода специального назначения, в декабре 1961 — июле 1962 года — заместитель командира батареи по технической части, в июле 1962 — августе 1964 года — командир батареи 673-го зенитного ракетного полка 1-го корпуса ПВО 1-й армии ПВО особого назначения МО ПВО в Воскресенском районе Московской области. В 1957 году вступил в КПСС. В 1964 году поступил в Военную командную академию ПВО в городе Калинин (ныне — Тверь), которую окончил в 1969 году.
В июне 1969 — апреле 1973 года — заместитель командира 120-го зенитного ракетного полка 33-й дивизии ПВО 14-й отдельной армии (ОА) ПВО (штаб полка — в посёлке Чаган Семипалатинской области Казахской ССР, ныне — Восточно-Казахстанской области Казахстана). Участник войны во Вьетнаме.
В апреле 1973 — октябре 1975 года — командир 418-го зенитного ракетного полка 20-й дивизии ПВО 14-й ОА ПВО (штаб полка — в городе Омск).
В октябре 1975 — июле 1977 года — заместитель командира, а в июле 1977 — октябре 1979 года — командир 26-й дивизии ПВО 14-й ОА ПВО (штаб дивизии — в городе Иркутск). В 1977 году окончил Академические курсы при Военной командной академии ПВО имени Г. К. Жукова.
В октябре 1979 — октябре 1981 года — командир 23-го корпуса ПВО 11-й ОА ПВО (штаб корпуса — в городе Владивосток). В 1981 году поступил в Военную академию Генерального штаба Вооружённых Сил СССР имени К. Е. Ворошилова, которую окончил в 1983 году.
В августе 1983 — октябре 1984 года — первый заместитель командующего 10-й отдельной армией ПВО (штаб армии — в городе Архангельск). В октябре 1984 — декабре 1985 года — командующий ПВО Закавказского военного округа.
В декабре 1985 — июне 1987 года — первый заместитель командующего войсками ордена Ленина Московского округа ПВО.
28 мая 1987 года, являясь временно исполняющим обязанности командующего войсками МО ПВО (новый командующий войсками округа генерал-полковник авиации В. Г. Царьков на тот момент находился в командировке в Брянске), не принял необходимых мер в отношении легкомоторного самолёта «Сессна-172», пилотируемого гражданином ФРГ Матиасом Рустом, нарушившего государственную границу СССР и совершившего посадку в Москве на Красной площади.
Генерал-полковник авиации Вольтер Красковский, командующий Войсками противоракетной и противокосмической обороны Войск ПВО в 1986—1991 годах (На службе неповторимой Отчизне: воспоминания — СПб.: ВКА им. А. Ф. Можайского, 2007).
На КП МО ПВО в это время шла напряжённая боевая работа по контрольным целям, которой руководил первый зам. командующего войсками округа генерал-лейтенант Ю. Т. Бражников. Он не придал особого значения информации о «простом нарушителе режима полётов». В итоге, из шести подъёмов дежурных истребителей с аэродромов Тапа (2), Хотилово (1), Лодейное Поле (2), Андреаполь (1) в двух случаях цель обнаруживалась ими, но преследование её носило прерывистый характер, без чётких распоряжений экипажам на атаку и поражение цели. Надо представить положение всех, кто руководил действиями перехватчиков. Ведь по самолётам-нарушителям гражданской авиации огонь на поражение был запрещён, а принудить к посадке тихоходный самолёт реактивными сверхзвуковыми истребителями практически невозможно. Метеоусловия для маскировки полёта на малой высоте для нарушителя были самыми благоприятными, в то время как облачность почти по всему его маршруту в 7—9 баллов на высоте 300—600 м затрудняла обнаружение нарушителя подобного типа нашими скоростными истребителями.

Наконец в 18 час 04 мин на КП армии в Тайцах самолёт был квалифицирован как птицы. Вслед за Тайцами, то же было сделано и на КП МО ПВО. А самолёт-нарушитель, между тем, продолжал полёт на высоте 300—600 м. Маскируясь периодически в облаках, нарушитель достиг центра столицы, сделал вираж над Кремлём, и в 19 час 10 мин произвёл посадку на Москворецкий мост, срулил с него на автостоянку, где и остановился вблизи Красной площади. Это был легкомоторный самолёт типа «Цессна-117», моноплан фирмы США с тактико-техническими характеристиками по скорости, не превышающей 230 км/час, и дальностью полета до 1200 км. Пилотировал самолёт 19-летний гражданин ФРГ Матиас Руст.
Приказом Министра обороны СССР в июне 1987 года за халатность и неорганизованность в пресечении нарушения воздушного пространства СССР, отсутствие необходимого контроля за действиями войск генерал-лейтенант Ю. Т. Бражников был снят с занимаемой должности и зачислен в распоряжение главнокомандующего войсками ПВО.
С июля 1987 по май 1991 года — заместитель командующего 4-й отдельной армией ПВО по боевой подготовке — начальник отдела боевой подготовки (штаб армии — в городе Свердловск, ныне Екатеринбург).
С мая 1991 года генерал-лейтенант Ю. Т. Бражников — в запасе (по болезни).
Живёт в Москве.

## Воинские звания
- Генерал-майор артиллерии (25.10.1979).
- Генерал-майор (26.04.1984),
- Генерал-лейтенант (31.10.1986).

## Награды
- Орден Красной Звезды;
- орден За службу Родине в Вооружённых Силах СССР 2-й степени;
- орден За службу Родине в Вооружённых Силах СССР 3-й степени;
- медали СССР.